# Allen Newell
Allen Newell (19. března 1927, San Francisco, Kalifornie, USA – 19. července 1992, Pittsburgh, Pensylvánie) byl americký informatik a kognitivní vědec. Pracoval v RAND Corporation jako výzkumník na poli umělé inteligence a kognitivní psychologie. V roce 1975 dostal spolu s Herbertem Simonem Turingovu cenu.